# Rite celtique
Le terme de rite celtique désigne les différentes coutumes liturgiques catholiques en vigueur en Grande-Bretagne, en Bretagne et en Irlande entre le Ve et le XIe siècle. Les monastères fondés par des moines irlandais de cette période, en particulier sur le continent, suivaient la règle de saint Colomban et pratiquaient également le rite appelé à l'époque contemporaine « celtique ».
Dans l'Empire Plantagenêt, ils ont été définitivement abolis au profit du rite anglo-normand lors du concile provincial de Cashel (Irlande) (Cassiliense) en 1172, tenu sous la présidence de l'évêque de Lishmor, légat pontifical. Le principal acte de ce concile consista à recevoir le roi d'Angleterre Henri II comme roi d'Écosse et, dans la foulée, à adopter les statuts et règlements de l’Église en Angleterre et en France. Le titre VIII des actes du concile estimait que puisque les règles civiles de la vie sociale seraient désormais calquées sur celle du royaume d'Angleterre, il était « digne et très juste » d'en adopter aussi les coutumes religieuses et liturgiques[réf. incomplète].